# لیندسی (کالیفرنیا)
لیندسی (به انگلیسی: Lindsay) شهری در شهرستان تولار ایالت کالیفرنیا است که در سرشماری سال ۲۰۱۰ میلادی، ۱۱۷۶۸ نفر جمعیت داشته است.